# Pronto para Recomeçar
Everything Must Go (bra/prt: Pronto para Recomeçar) é um filme de comédia dramática estadunidense de 2010, dirigido por Dan Rush e estrelada por Will Ferrell. O filme foi baseado no conto Why Don't You Dance? de Raymond Carver  do seu livro What We Talk About When We Talk About Love, e foi lançado nos cinemas dos Estados Unidos em 13 de maio de 2011.

## Sinopse
Vendedor Nick Halsey (Will Ferrell) é demitido de seu emprego de 16 anos após um incidente não especificado em Denver relacionado ao seu alcoolismo. Ele se senta na garagem depois de sair do escritório, bebendo de uma garrafa. Ele, então, toma o canivete suíço que foi dado como presente de despedida e apunhala-lo em pneus de carro de seu supervisor, só para deixar a faca (que tem o nome dele) e fugir quando ele não é capaz de puxá-lo de volta para fora do pneu. Ele imediatamente se dirige a uma loja de conveniência e compra uma grande quantidade de cerveja. Quando ele volta para casa, ele percebe que sua esposa se foi, encontra as fechaduras que foram mudadas, e seus pertences foram espalhados por todo o gramado da frente. Sua esposa o deixou uma carta dizendo-lhe que ela está lhe deixando, também sobre o incidente Denver, e não entrar em contato com ela.
Nick passa a noite no gramado. Na parte da manhã, ele sai para comprar cerveja e comida, voltando a encontrar o seu carro da empresa que está sendo levado de volta. Além disso, os cartões de crédito não funcionam mais, ele foi bloqueado da conta corrente conjunta que ele tem com sua esposa, e seu serviço de telefone está encerrado. Quando a polícia pedir-lhe para desocupar o local, Nick recebe-los e entra em contato com o seu patrocinador dos Alcoólicos Anônimos, o detetive Frank Garcia (Michael Peña), que lhe proporciona uma licença para a venda de quintal, permitindo-lhe mais três dias antes, ele deve seguir em frente. Nick recebe um menino do bairro, Kenny (Christopher Jordan Wallace), para ajudá-lo a vender seus bens, garantindo a Kenny que ele vai pagar-lhe a ajuda, e também de que ele vai ensiná-lo a jogar beisebol. Venda do primeiro dia não foi bem sucedida como Nick não está disposto a deixar seus itens.
Nick conhece sua nova vizinha Samantha (Rebecca Hall) e convida-a para o seu quintal. Lá, ele diz a ela que ele estava sóbrio há seis meses, até assistir a uma conferência em Denver, durante a qual ele havia se embebedado durante um blecaute com uma colega do sexo feminino, ele acordou sem memória da noite anterior, e logo descobriu que ela tinha apresentado uma queixa contra ele, preparando o palco para sua demissão.
Nick então encontra um anuário com uma mensagem amigável a partir de uma antiga colega, Delilah (Laura Dern), a quem ele rastreia e visitas. O reencontro é constrangedor, mas Delilah, no entanto, dá um abraço em Nick e diz que ele é uma boa pessoa no fundo.
Agora completamente falido, Nick tem que ir sem álcool e logo experimenta a retirada. Samantha dá a ele um Valium e diz que ele precisa de ajuda. Ele responde que ela não é melhor do que ele, porque ela coloca-se com a bebida do marido e ausências freqüentes. Samantha vai embora, irritada e magoada.
Na manhã seguinte, Nick acorda para encontrar Kenny que organizou seus pertences no gramado e colocou etiquetas de preço sobre eles. A maioria das coisas são vendidos por essa noite. Nick pede desculpas a Samantha, que admite que ele estava certo e que ela tinha dito a seu marido voltar para casa ou obter um divórcio. Ela, Nick e Kenny, em seguida, sair para jantar. Durante o jantar, Nick encontra seu supervisor, que explica que o incidente em Denver provavelmente não aconteceu uma vez que a empregada feminina a qual com ele ficou bêbada tentou chantagear outros empregados, e que Nick provavelmente teria conseguido seu emprego de volta se ele não tivesse cortado os pneus do supervisor. Nick expressa pouca reação a esta notícia, mas quando o supervisor deixa um copo de cerveja no banheiro, Nick leva-lo de volta para ele sem beber uma gota. Depois do jantar, Nick encontra-se com Frank, e descobre sua esposa foi ficar com Frank desde que ela deixou. Também é divulgado que tanto Nick e sua esposa foram a recuperação de alcoólicos, e sua esposa foi bem sucedida em sua desistência do vício, enquanto ele não estava. Frank e Nick tem uma luta, e após o seu encerramento Frank explica a Nick que sua esposa merece uma vida melhor com alguém que está sóbrio. Ele dá Nick os papéis do divórcio para ele assinar, junto com algum dinheiro e uma chave da casa. Nick diz para Frank para deixá-lo na calçada mais próxima e ele caminha para casa o resto do caminho, em um ponto de parada a olhar para a loja de conveniência onde ele comprou regularmente cerveja, mas segue em frente. No dia seguinte, ele dá as últimas partes dos itens que não venderam e um abraço em Samantha.

## Elenco
- Will Ferrell como Nick Halsey, o protagonista alcoólatra
- Rebecca Hall como Samantha, que acabou de se mudar no outro lado da rua
- Michael Peña como Frank Garcia, patrocinador de Nick, e o homem com quem sua ex-esposa está em um relacionamento
- Christopher "C.J." Wallace como Kenny, o garoto da vizinhança
- Glenn Howerton como Gary, supervisor de Nick
- Stephen Root como Elliot, um dos vizinhos de Nick
- Laura Dern como Delilah, um velho amigo de escola de Nick
- Scott Takeda como Gerente de Banco, que disse que suas contas bancárias foram fechadas

## Produção
As filmagens ocorreram em Phoenix e Scottsdale, Arizona. O filme foi lançado em 10 de setembro de 2010 no Festival Internacional de Cinema de Toronto, bem como o Festival de Cinema de Londres no dia 15 de outubro.

## Lançamento
O trailer oficial foi lançado em 5 de abril de 2011.

### Recepção crítica
O filme recebeu críticas positivas, mantendo a 75% na classificação 'fresco' no Rotten Tomatoes, baseado em 126 opiniões de críticos de cinema. Seu consenso afirma: "Pode não melhorar o conto de Raymond Carver que o inspirou, mas Everything Must Go resiste ao clichê e possui um par de performances perfeitamente magnéticas do elenco de Ferrell e Wallace".

## Leitura complementar
- Kirk Honeycutt (15 de outubro de 2010). «Everything Must Go – Film Review». The Hollywood Reporter. Consultado em 20 de setembro de 2011
- Stephen Saito (11 de setembro de 2010). «Toronto 2010: "Everything Must Go," Reviewed». IFC. Consultado em 20 de setembro de 2011. Arquivado do original em 16 de setembro de 2010